# Teleasinae
Die Teleasinae sind eine Unterfamilie in der Hautflüglerfamilie Scelionidae. Das Taxon geht auf den US-amerikanischen Entomologen William Harris Ashmead im Jahr 1902 zurück.

## Merkmale
Die Hautflügler lassen sich innerhalb der Scelionidae durch folgende Merkmale unterscheiden (nach Masner (1976)). Die Frons ist immer ohne eine Eintiefung. Die Palpenformel ist 3-1 oder 2-1. Die seitlichen Ocelli sind mehrere Durchmesser von den inneren Facettenaugenrändern entfernt (mit Ausnahmen in der Gattung Trimorus). Die Fühler beider Geschlechter sind 12-gliedrig. Der Praepectus ist nicht deutlich ausgeprägt, bestenfalls als ein schmaler Streifen zwischen Tegula und Vorder-Coxa. Die Vorderflügel besitzen eine lange Marginalader. Diese ist mindestens dreimal so lang wie die Stigmalader. Die Postmarginalader fehlt mehr oder weniger. Die Hinterflügel weisen eine vollständige Submarginalader auf, welche bis zu den frenalen Häkchen reicht. Die Formel der tibialen Sporne ist 1-1-1. Tergit 3 des Metasoma ist das längste. Die Laterotergite sind sehr schmal. Der submarginale Grat und die Sternopleurite sind gut entwickelt. Das weibliche Metasoma weist 7 Tergite und 6 Sternite auf. Tergit 7 ist teilweise unter Tergit 6 verborgen. Das männliche Metasoma weist 8 Tergite und 7 Sternite auf.

## Lebensweise
Die Vertreter der Teleasinae sind als Eiparasitoide von Laufkäfern (Carabidae) bekannt.

## Verbreitung
Die Teleasinae sind fast weltweit verbreitet.

## Systematik
Die Unterfamilie Teleasinae umfasst 13 rezente sowie eine fossile Gattung.
Rezente Gattungen:
- Ceratoteleas Kozlov, 1965 – Ostpaläarktis
- Dvivarnus Rajmohana & Veenakumari, 2011 – Orientalis
- Echinoteleas Risbec, 1954 – Afrotropis
- Gryonella Dodd, 1914 – Australien, Neotropis, Ostpaläarktis
- Gryonoides Dodd, 1920 – Neotropis, Afrotropis
- Odontoscelio Kieffer, 1905 – Neotropis, Afrotropis, Orientalis
- Prosacantha Nees, 1834 – Nearktis
- Ptilostenius Kozlov & Le, 1988 – Orientalis
- Scutelliteleas Szabo, 1966 – Neotropis
- Teleas Latreille, 1809 – fast weltweit
- Trimorus Foerster, 1856 – fast weltweit
- Trisacantha Ashmead, 1887 – Nearktis, Orientalis, Australien
- Xenomerus Walker, 1836 – fast weltweit

Fossile Gattungen:
- †Cretaxenomerus Nel & Azar, 2005 – Bernstein aus der Unterkreide (Typlokalität: Libanon)

Die Unterfamilie Teleasinae wird von manchen Autoren in die beiden Tribus Teleasini und Xenomerini gegliedert. Zu den Xenomerini gehören Gryonoides und Xenomerus. Die Teleasini werden weiterhin in eine Teleas- und eine Trimorus-Gattungsgruppe unterteilt. Letztere umfasst Odonoscelio und Trimorus.